# Herman (Minnesota)
Pour les articles homonymes, voir Herman.
Herman est une ville américaine située dans le Comté de Grant, dans le Minnesota. Selon le recensement de 2010, sa population est de 437 habitants.